# Radivoje Brajović

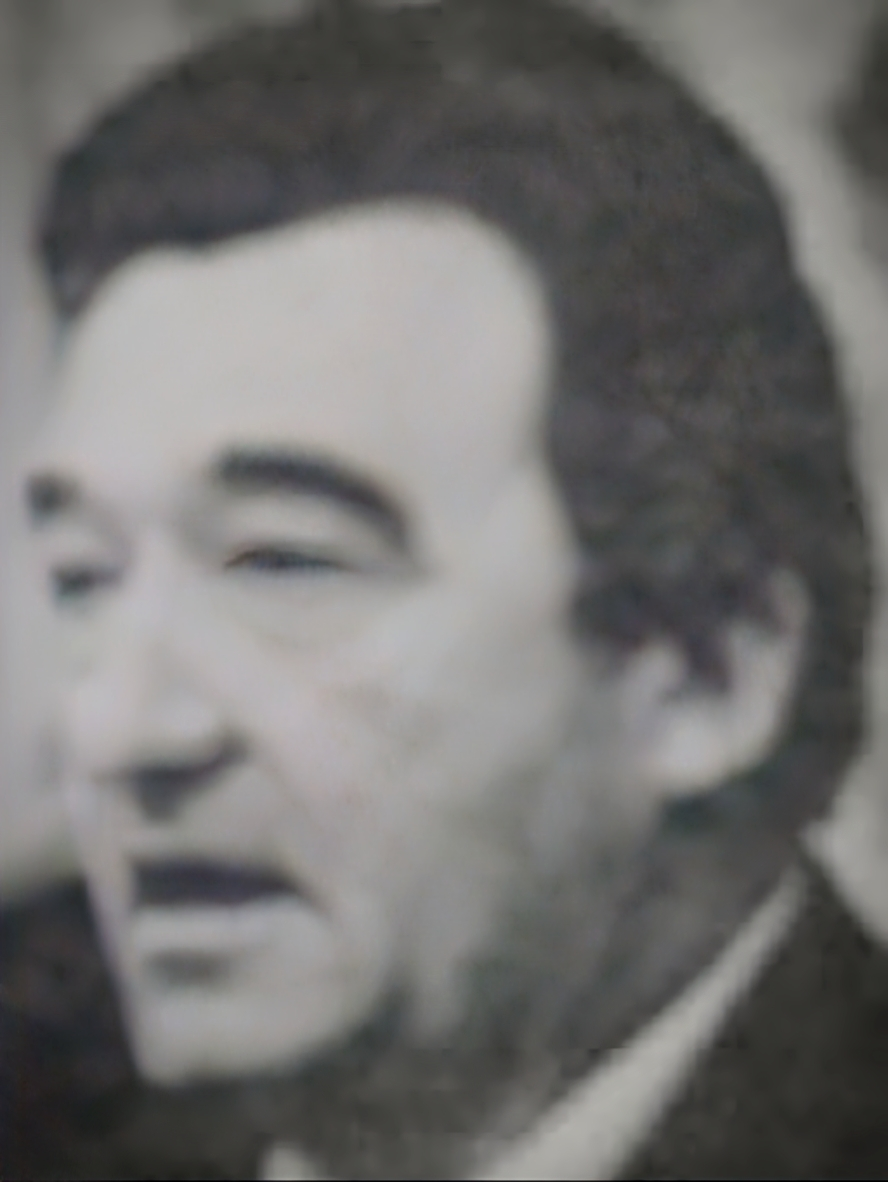
Radivoje Brajović

Radivoje Brajović (cirílico: Радивоје Брајовић, nascido a 11 de janeiro de 1935) foi presidente da República Socialista de Montenegro de maio de 1986 a maio de 1988, e anteriormente presidente do conselho executivo de 1982 a 1986. Ele era membro da Liga dos Comunistas de Montenegro e da Liga de Comunistas da Jugoslávia.
Em outubro de 1988, Brajović anunciou a sua renúncia da liderança de Montenegro após a revolução antiburocrática organizada por Slobodan Milošević.